# Katherine Schwarzenegger
Katherine Eunice Schwarzenegger Pratt (Los Angeles, 13 de dezembro de 1989) é uma escritora americana. Ela escreveu três livros de auto-ajuda, sobre assuntos como auto-imagem, perdão e orientação após a faculdade; ela também escreveu um livro infantil sobre a adoção de seu cachorro. Katherine é a filha mais velha de Arnold Schwarzenegger e Maria Shriver. Através de sua mãe, Katherine é membro da família Kennedy; ela é sobrinha-neta do presidente dos Estados Unidos John F. Kennedy e dos senadores e ex-candidatos presidenciais Robert F. Kennedy e Ted Kennedy.

## Início da vida e família
Katherine é a filha mais velha do ator e político austríaco Arnold Schwarzenegger e da jornalista e escritora Maria Shriver. Ela é descendente de irlandeses e alemães através de seus avós maternos Eunice e Sargent Shriver. Sua avó era irmã mais nova do presidente John F. Kennedy, enquanto seu avô era embaixador dos Estados Unidos na França e candidato democrata a vice-presidente dos Estados Unidos nas eleições de 1972.
Ela tem uma irmã mais nova e dois irmãos mais novos, incluindo Patrick. Ela também tem um meio-irmão através de seu pai.

## Carreira e advocacia

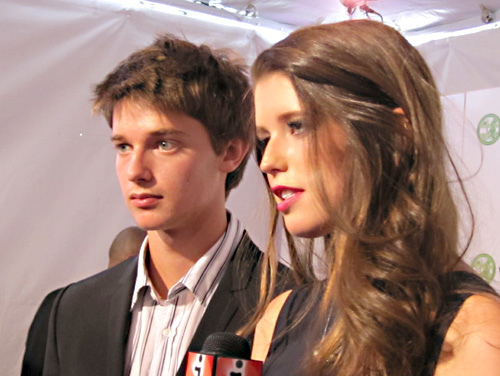
Katherine e seu irmão mais novo, Patrick, 17 de outubro de 2010

Em 2010, Katherine escreveu um livro intitulado Rock What You've Got: Secrets to Loving Your Inner and Outer Beauty from Someone Who's Been There and Back. Nele, ela descreve sua jornada pessoal e incentiva outras jovens a alcançar confiança e uma auto-imagem positiva. Ela teve problemas de imagem corporal entre a quarta e a sétima série, mas agora controla sua saúde física e mental com exercícios de caminhada e ioga.
Depois de se formar na Universidade do Sul da Califórnia em 2012, ela não tinha certeza de seus próximos passos. Katherine procurou aconselhamento profissional de várias pessoas, incluindo atletas, cantores, empresários e atores. Ela compilou a sabedoria deles em seu segundo livro I Just Graduated . . . Now What? — que foi lançado em 2014 como um "guia de sobrevivência" para recém-formados.
Em 2017, Katherine escreveu um livro infantil, Maverick and Me. O livro conta a história de seu resgate e posterior adoção de seu cachorro, Maverick. O livro apresenta os benefícios da adoção e resgate de animais de estimação. Em 2019, ela fez uma parceria com a Pedigree para apresentar um podcast de série limitada discutindo a importância de adotar cães.
The Gift of Forgiveness: Inspiring Stories from Those Who Have Overcome the Unforgivable é o último livro de Schwarzenegger, que é uma compilação de histórias de perdão. O livro apresenta as histórias de 22 pessoas, incluindo Elizabeth Smart e Tanya Brown (irmã de Nicole Brown-Simpson).
Katherine é embaixadora da American Society for the Prevention of Cruelty to Animals e apoia a Best Friends Animal Society.

## Vida pessoal
Katherine começou a namorar o ator Chris Pratt em 2018. Eles anunciaram o noivado em janeiro e se casaram em junho de 2019. Eles têm duas filhas, Lyla Maria Pratt, nascida em agosto de 2020, e Eloise Christina Pratt, em maio de 2022 e um filho, Ford Fitzgerald Pratt, nascido em novembro de 2024.